# Cryptachaea orana
Cryptachaea orana là một loài nhện trong họ Theridiidae.
Loài này thuộc chi Cryptachaea. Cryptachaea orana được Herbert Walter Levi miêu tả năm 1963.